# Puccinia belamcandae
Puccinia belamcandae är en svampart som beskrevs av Dietel 1907. Puccinia belamcandae ingår i släktet Puccinia och familjen Pucciniaceae.   Inga underarter finns listade i Catalogue of Life.